# Stryphnodendron polystachyum
Stryphnodendron polystachyum är en ärtväxtart som först beskrevs av Friedrich Anton Wilhelm Miquel, och fick sitt nu gällande namn av Anthonia Kleinhoonte. Stryphnodendron polystachyum ingår i släktet Stryphnodendron och familjen ärtväxter. Inga underarter finns listade i Catalogue of Life.